# Lhalung-Kloster

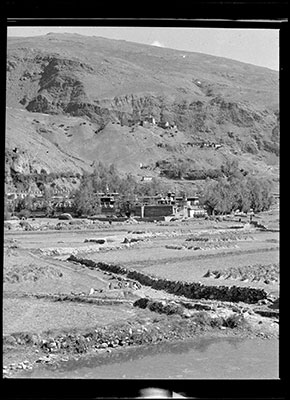
Lhalung-Kloster

Das Lhalung-Kloster (tib.: lha lung dgon pa) war ursprünglich ein Kloster der Karma-Kagyü-Schule des tibetischen Buddhismus. Es wurde 1155 gegründet. Es befindet sich im Kreis Lhozhag (Lhodrag) des Regierungsbezirks Shannan in Tibet, China.
Unter dem 5. Dalai Lama wurde das Kloster ein Gelugpa-Kloster. Durch besondere Gunst des 5. Dalai Lama und der Mandschu-Kaiser der Qing-Dynastie genoss das Kloster ein großes Prestige, das sich über Tibet hinaus bis nach Bhutan erstreckte. Der Ort des Klosters war in Tibet allseits bekannt, da der Mönch Pelgyi Dorje von Lhalung (lha lung dpal gyi rdo rje) den letzten tibetischen König Lang Darma tötete und damit die Tubo-Dynastie beendete.
Es war der Sitz der frühen Pawo-Inkarnationen der Karma-Kagyü-Tradition (siehe Hauptartikel Pawo Rinpoche und Nenang-Kloster). Nach der Übernahme durch die Gelugpa in der Zeit des 5. Dalai Lama wurde es den Peling- (Pema Lingpa) Inkarnationen übergeben.
Das berühmte tibetische Werk Ein Fest für die Weisen von Pawo Tsuglag Trengwa wurde hier geschrieben.
Seit 2013 steht es auf der Denkmalsliste der Volksrepublik China.